# Діонісій V Константинопольський
Патріарх Діонісій V (грец. Πατριάρχης Διονύσιος Ε΄; 1820, Адріанополь, Османська імперія — 13 серпня 1891, Константинополь) — Патріарх Константинопольський з 23 січня 1887 року до своєї кончини.
До обрання патріархом у російських правлячих колах мав репутацію крайнього туркофіла та русофоба; його патріаршество було відзначено нейтральним ставленням до Росії та кульмінацією протистояння між Церквою та Портою у питанні про права та привілеї (прономії) Патріархії, яке завершилося перемогою останньої у даному питанні.

## Біографія та діяльність
Навчався у місцевій школі; з 1839 року викладав у Саранда Екклесіас, потім у Дідімотиці.
У 1851 році висвячений на диякона, складався протосинкеллом. У 1856 році хіротонізований у пресвітера; в 1858 році — в єпископа, призначений на Крит, в 1868 році — в Дідімотіку.
Після зречення Патріарха Григорія VI, з червня по вересень 1871 року, був місцеблюстителем патріаршого престолу.
З 1 травня 1873 року — митрополит Адріанопольський.
В Адріанополі активно виступав проти болгарських екзархістів, співпрацюючи з оттоманською владою. У ході російсько-турецької війни зайняв активну антиросійську позицію. 6 лютого 1878 року зазнав нападу з боку натовпу болгар, а також місцевих греків (згідно з судовим розглядом); був врятований загоном козаків під командуванням Костянтина Павловича Вільчиковського.
14 листопада 1880 року переведений на Нікейську кафедру; керував нею з Константинополя, проживаючи в його передмісті Макрохорії у своєму приватному будинку. 22 січня 1886 року переведений назад до Адріанополя.
Після відставки 14 листопада 1886 року, через хворобу, Патріарха Іоакима IV, 23 січня 1887 року був обраний його наступником. Вибори проходили у вкрай напруженій обстановці: значна частина греків Константинополя вимагала повернення на престол Іоакима III (під час висування кандидатів отримав рівну з Діонісієм число голосів), якого підтримував російський уряд; уряд Трикупіса Грецького королівства підтримував Діонісія. У своїй депеші від 29 грудня 1886 (10 січня 1887 року) посол у Константинополі Олександр Нелідов прямо називав Діонісія «ворогом Росії»; у своїх розмовах з «впливовими особами» Нелідов застерігав від обрання Діонісія, «відомого своєю ненавистю до Росії та слов'ян».
За своїм обранням виявляв помірні підходи у зносинах з Росією. Його патріаршество було ознаменовано відновленням гострого протистояння Патріархії та Порти у питанні про традиційні права та привілеї першої за оттоманським законодавством (конфлікт розпочався на початку 1880-х у патріарство Йоакима III і стосувався насамперед судових повноважень Патріарха і митрополитів. Його найближчим помічником став Родоський митрополит Герман (згодом Патріарх Герман V; у 1888 році переведений на Іраклійську кафедру), який виступав з найбільш непримиренних позицій щодо прономій. 23 липня 1890 року приніс зречення; 28 вересня Патріарх і Синод пішли на безпрецедентний крок — оголошення інтердикту під приводом відставки Патріарха та митрополитів: було заборонено вчинення будь-яких богослужінь, за винятком екстрених вимог; інтердикт призвів до того, що Порта розпорядилася відкрити грецькі храми силою і погрожувала ряду митрополитів. Капітуляція Порти в різдвяний Святвечір (24 грудня) того ж року (5 січня 1891 р.) викликала масове тріумфування грецького населення в Константинополі; Діонісій тріумфально повернувся до столиці зі свого заміського будинку під вигуки народу — Ζήτω. Менш вдалою були його спроби не допустити видачу бератів Охридському та Ускюбському (у Скоп'є) митрополитам з болгар (див. греко-болгарська схизма). У 1888 році утримався від привітання з 25-річним ювілеєм короля Греції Георгія I і не взяв участі сам, ні через свого представника, в урочистому богослужінні в одній із церков Галати, чим викликав шквал критики в Греції.
Був останнім Константинопольським Патріархом, який суворо дотримувався протокольного етикету, що склався у Фанарі в оттоманську епоху.
Помер 13 серпня 1891 року внаслідок інсульту, що вразив його вранці 4 серпня. Був похований у монастирі «Живоносне джерело» у Валуклі; йому успадкував Неофіт VIII.